# Station Damsdorf
Station Damsdorf was een spoorwegstation in de Poolse plaats Niezabyszewo.